# Мама, вашег сина нешто дивно боли
„Мама, вашег сина нешто дивно боли” је југословенски ТВ филм из 1967. године. Режирао га је Србољуб Станковић а сценарио је написао Слободан Новаковић.

## Улоге
| Глумац           | Улога |
| ---------------- | ----- |
| Милутин Бутковић |       |
| Славка Јеринић   |       |